# Honda Accord 6. Generation
Der Honda Accord ist ein Mittelklasse PKW des japanischen Automobilherstellers Honda. Die sechste Generation erschien Herbst 1998 auf dem deutschen Markt und wurde bis Herbst 2002 vertrieben.

## Limousine
Die sechste Generation der Accord Limousine wurde von Honda auf verschiedenen Märkten in unterschiedlichen Varianten angeboten, welche durch die Gestaltung der hinteren Seitenfenster unterscheidbar sind. In Japan erschien die Limousine 1997 zusammen mit dem Schwestermodell Honda Torneo. Sie besaß im Vergleich zu den anderen Versionen den kürzesten Radstand, die schmalste Spurweite und auch die schmalste Karosserie. Dafür gab es einen Kombi, den Accord Wagon, der ausschließlich in Japan anboten wurde. Dort gab es außerdem den fast identischen Isuzu Aska, der nur andere Embleme hatte.
Ein Jahr später kam die nordamerikanische Limousine des Accord heraus. Sie besaß den größten Radstand, die größte Karosserie- und Spurbreite, denn hier wurde wieder ein V6-Motor eingebaut, der außer in der nordamerikanischen Coupé-Version sonst nur noch in Australien und Neuseeland verwendet wurde. Diese „große“ Accord-Limousine wurde außerdem im außer-japanischen Asien mit 4-Zylinder-Motoren angeboten.
| Sterne im Euro NCAP-Crashtest | Vier Sterne im Euro-NCAP-Crashtest |

### Europa
Die europäische Accord-Limousine wurde auch in der arabischen Welt vertrieben. Allerdings beschränkte sich in dieser Region das Angebot auf ein Modell mit 1,8 und 2,0 Liter Hubraum und den Type R (Sportversion).

Nur in Europa wurde ab 1999 eine der Limousine ähnlichen, fast identische, fünftürige Variante des Accord angeboten. Mit Ausnahme der 1,6-l-Maschine arbeiten sämtliche Motoren mit der VTEC-Technologie. Außerdem gab es ein von Rover zugekauftes Turbo-Diesel-Aggregat. Die Ausstattungslinien staffelten sich in S (ABS, vier Airbags, elektrische Wegfahrsperre, Außenspiegel elektrisch verstell- und beheizbar, elektrische Fensterheber vorn und höhenverstellbarer Fahrersitz), LS (zusätzlich zu S elektrische Fensterheber hinten, manuelle Klimaanlage und Zentralverriegelung mit Fernbedienung) und ES (zusätzlich zu LS Tempomat, Lederlenkrad, Glasschiebedach, Klimaautomatik, BOSE-Soundsystem, Fahrersitz elektrisch verstellbar, Leichtmetallfelgen, Scheinwerfer-Waschanlage und in Wagenfarbe lackierte Außenspiegel/Türgriffe). Außerdem gab es ein Sondermodell „Motegi“, das auf der niedrigsten Ausstattungslinie basierte und über einen anderen Schaltknauf, Kühlergrill mit Wabenstruktur und eine Plakette auf der B-Säule verfügte.

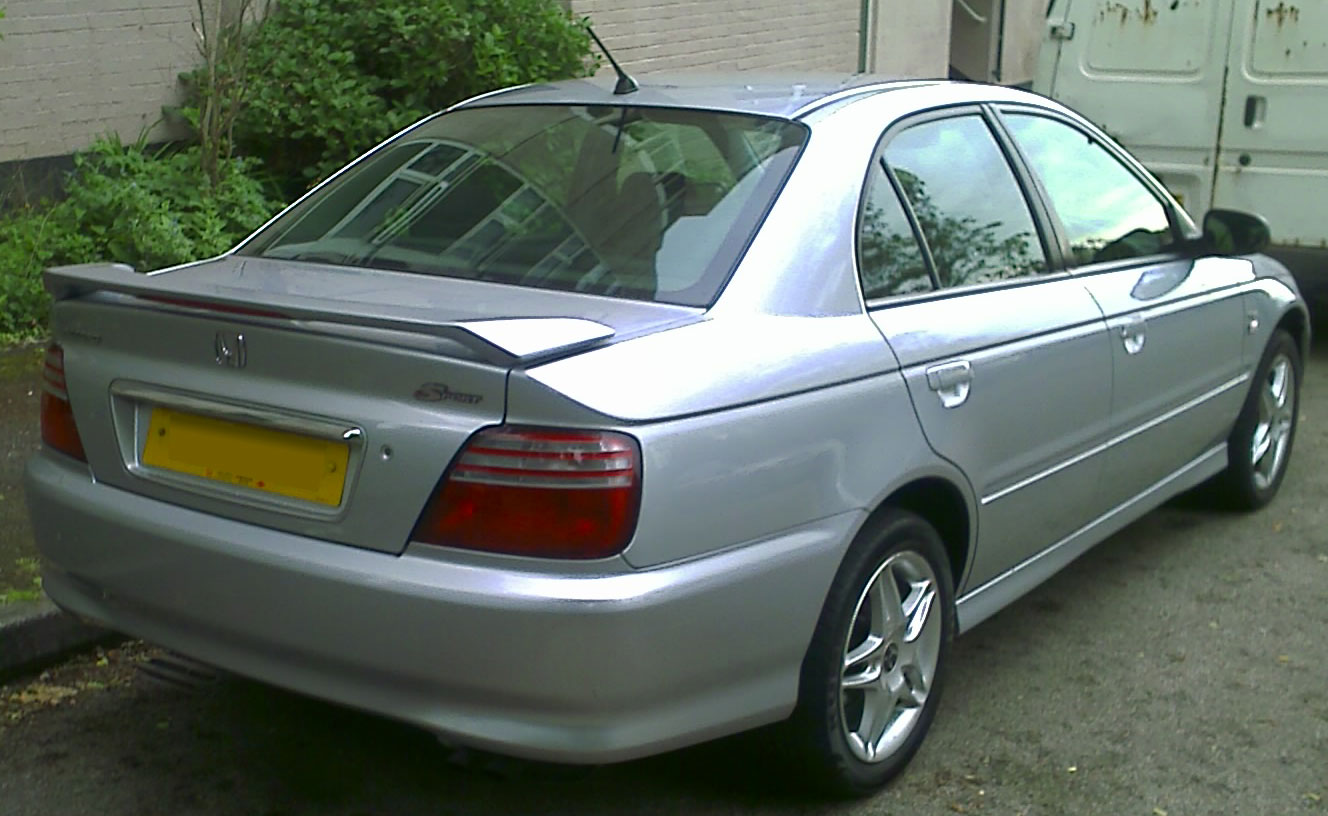
Heckansicht Limousine
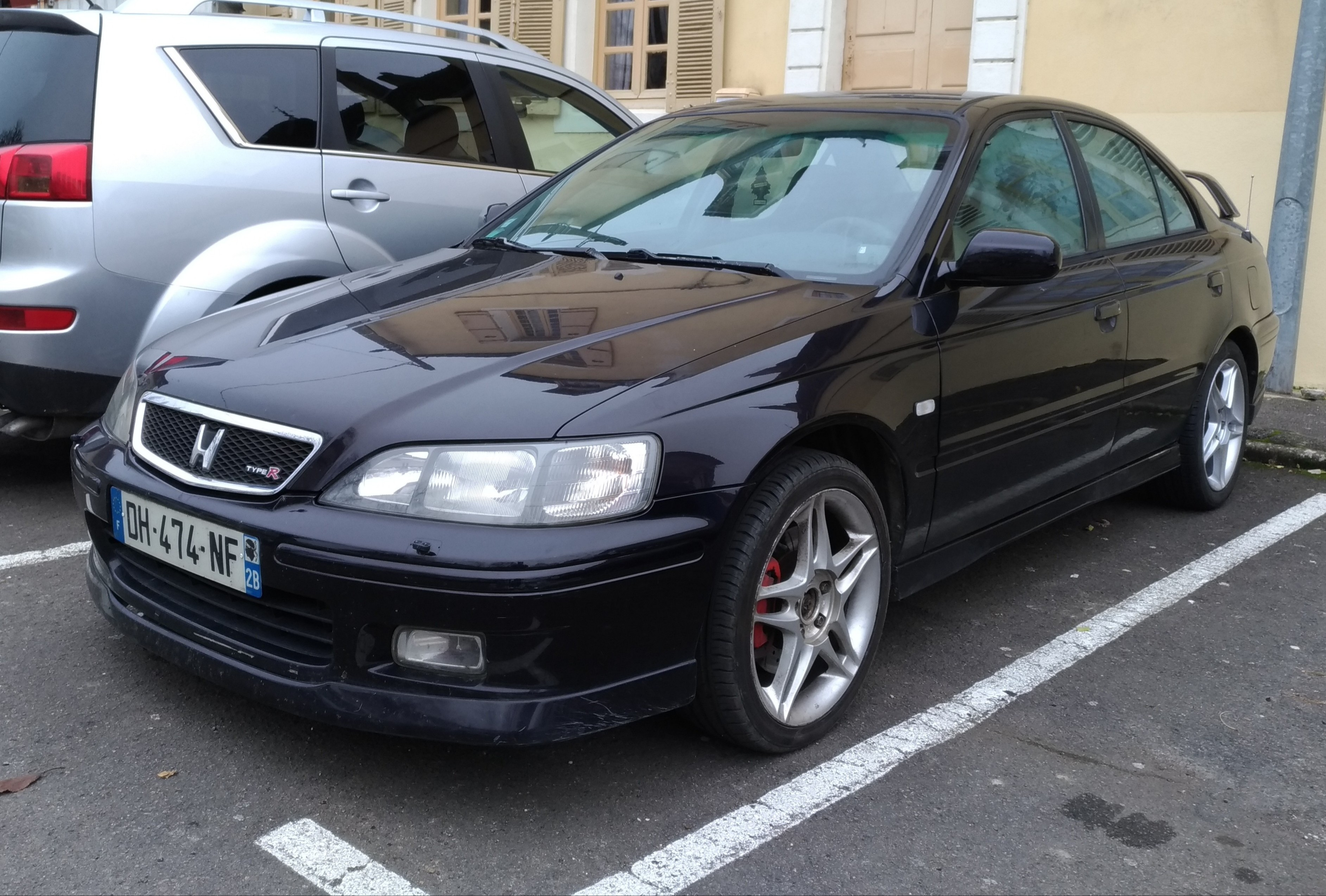
Honda Accord Type R
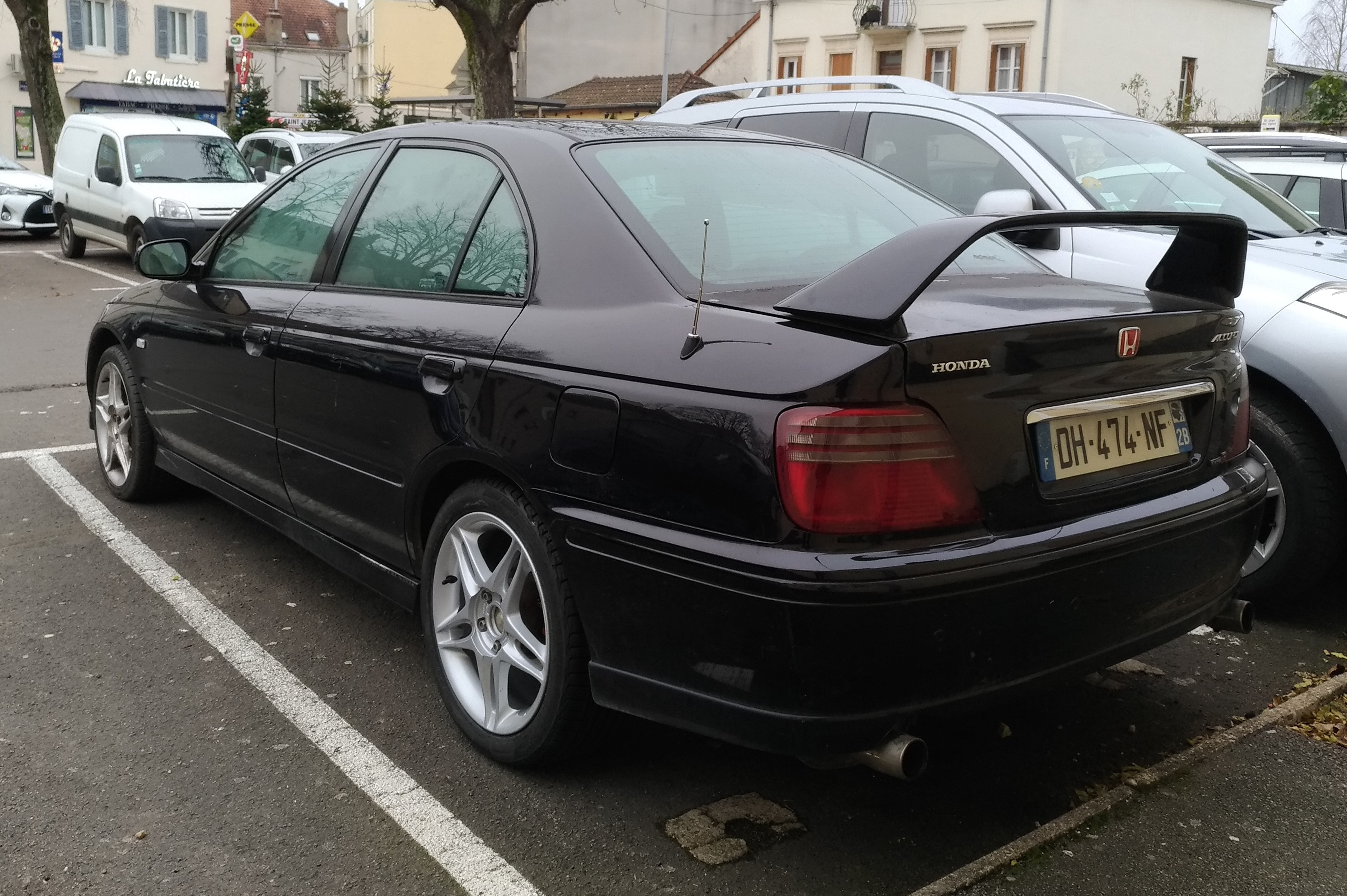
Heckansicht
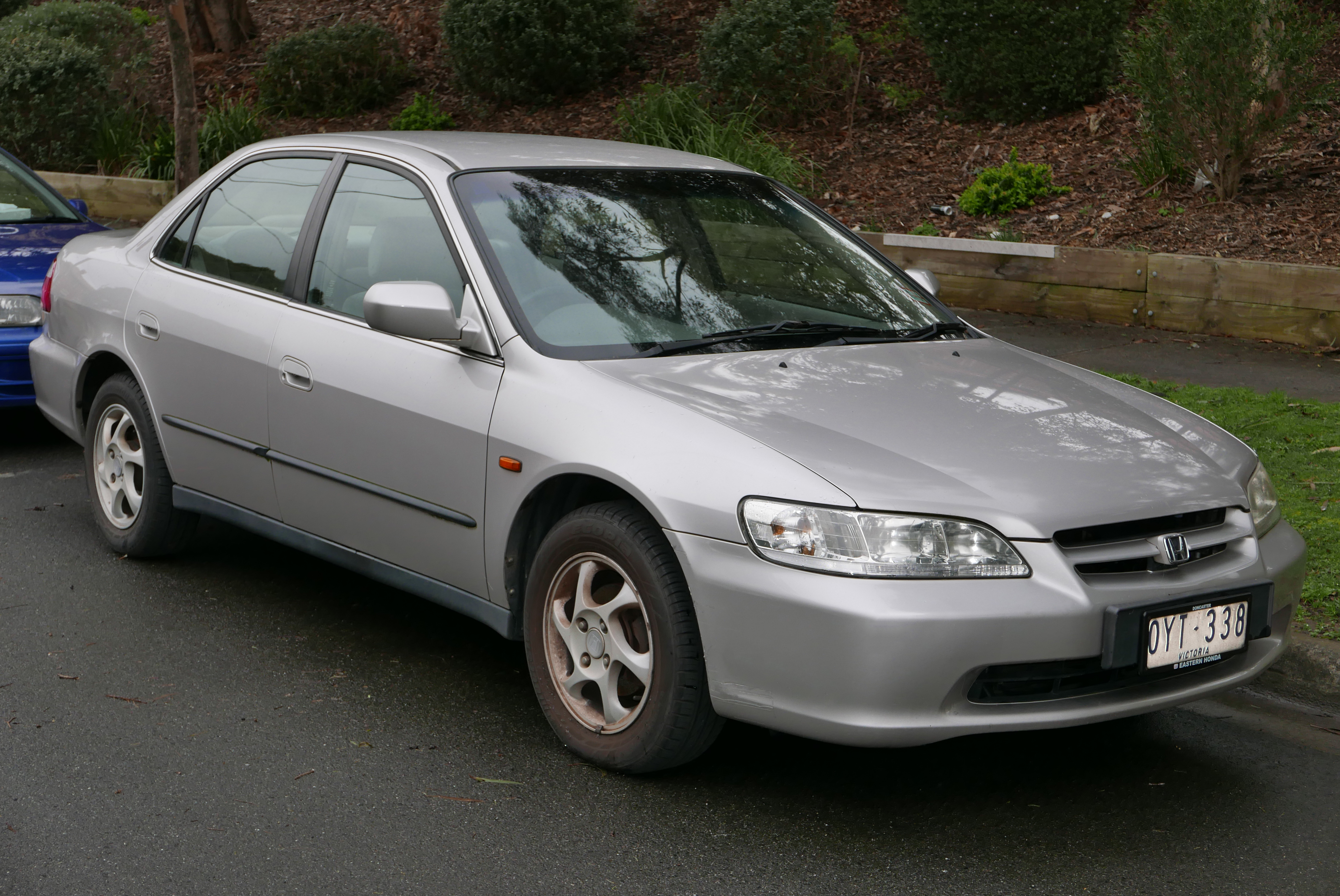
Honda Accord (1997–2000, US-Modell)
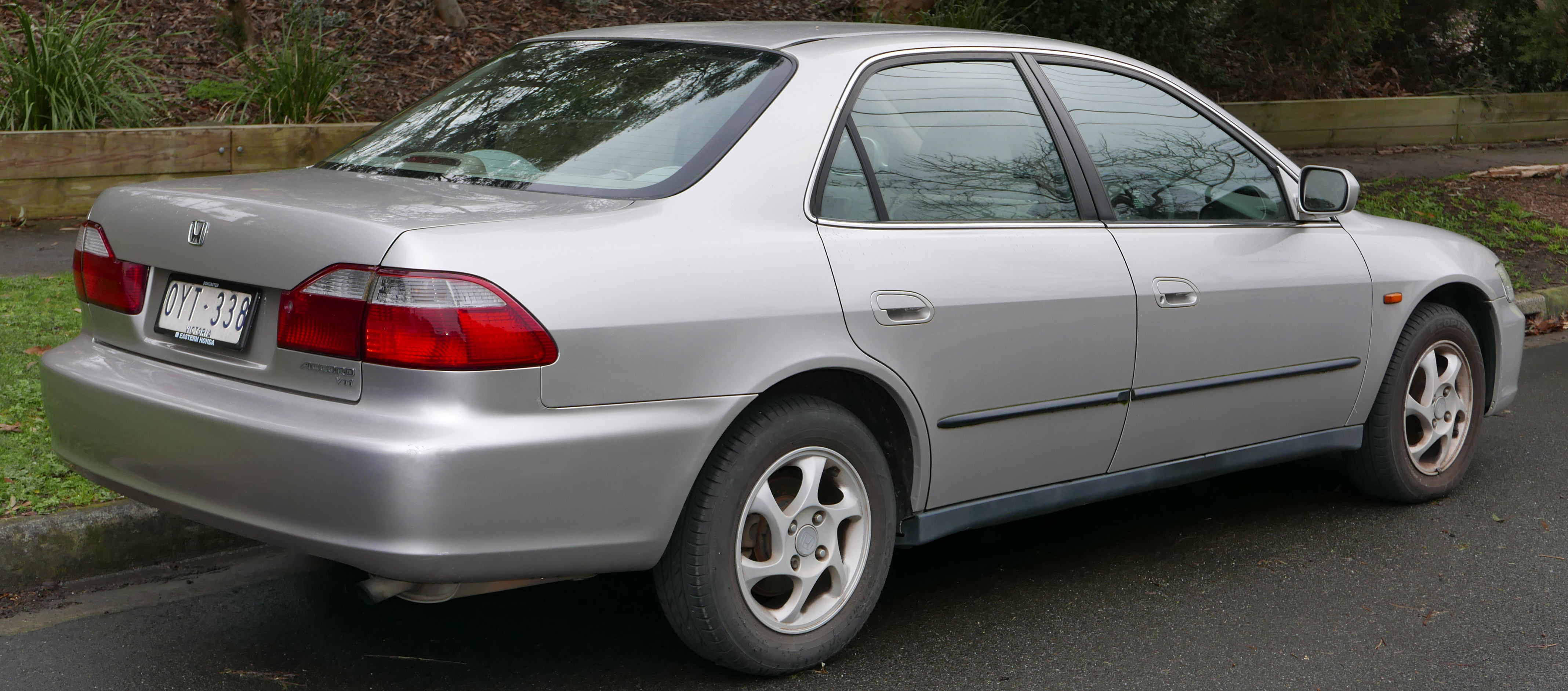
Heckansicht
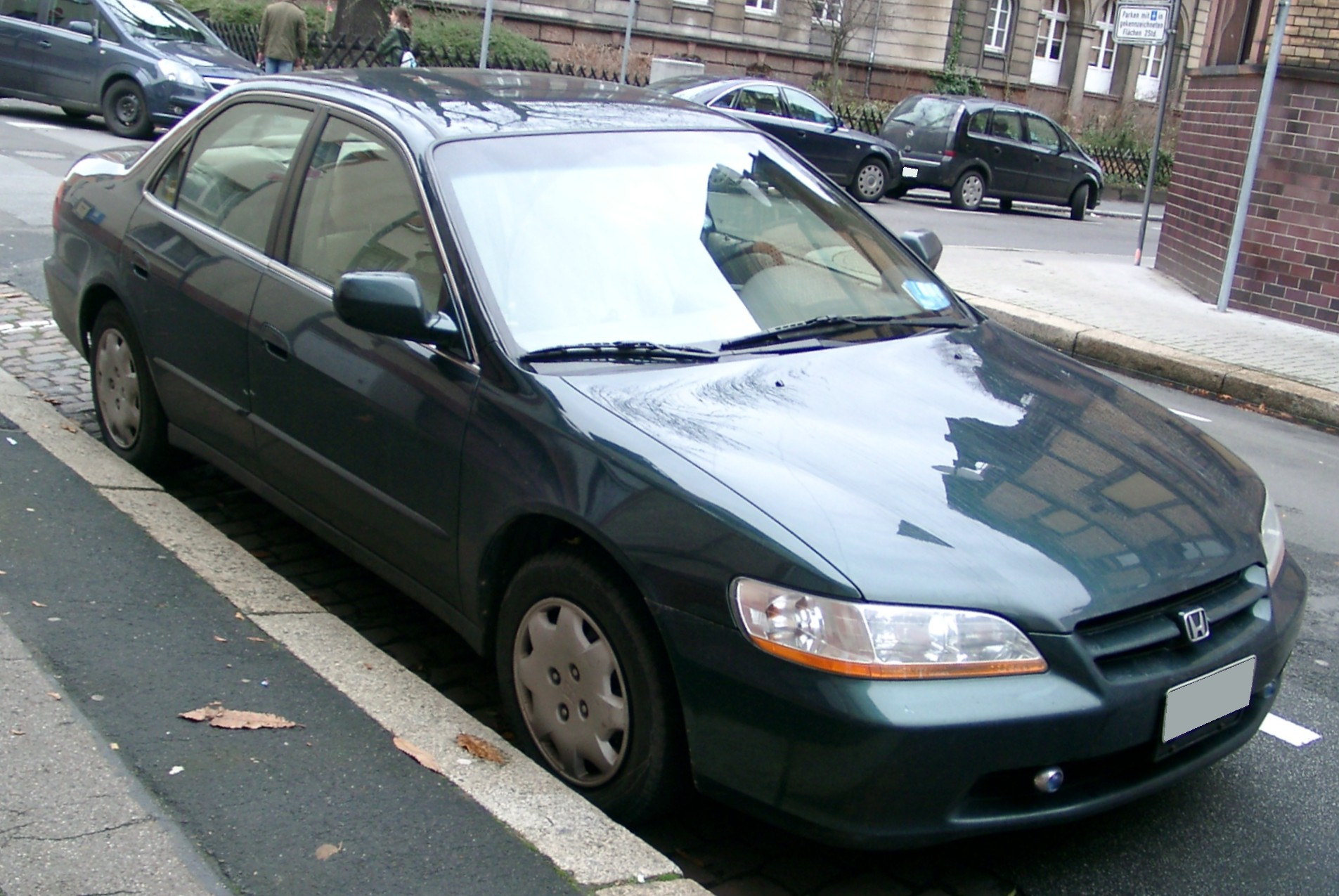
Honda Accord (2000–2002, US-Modell)
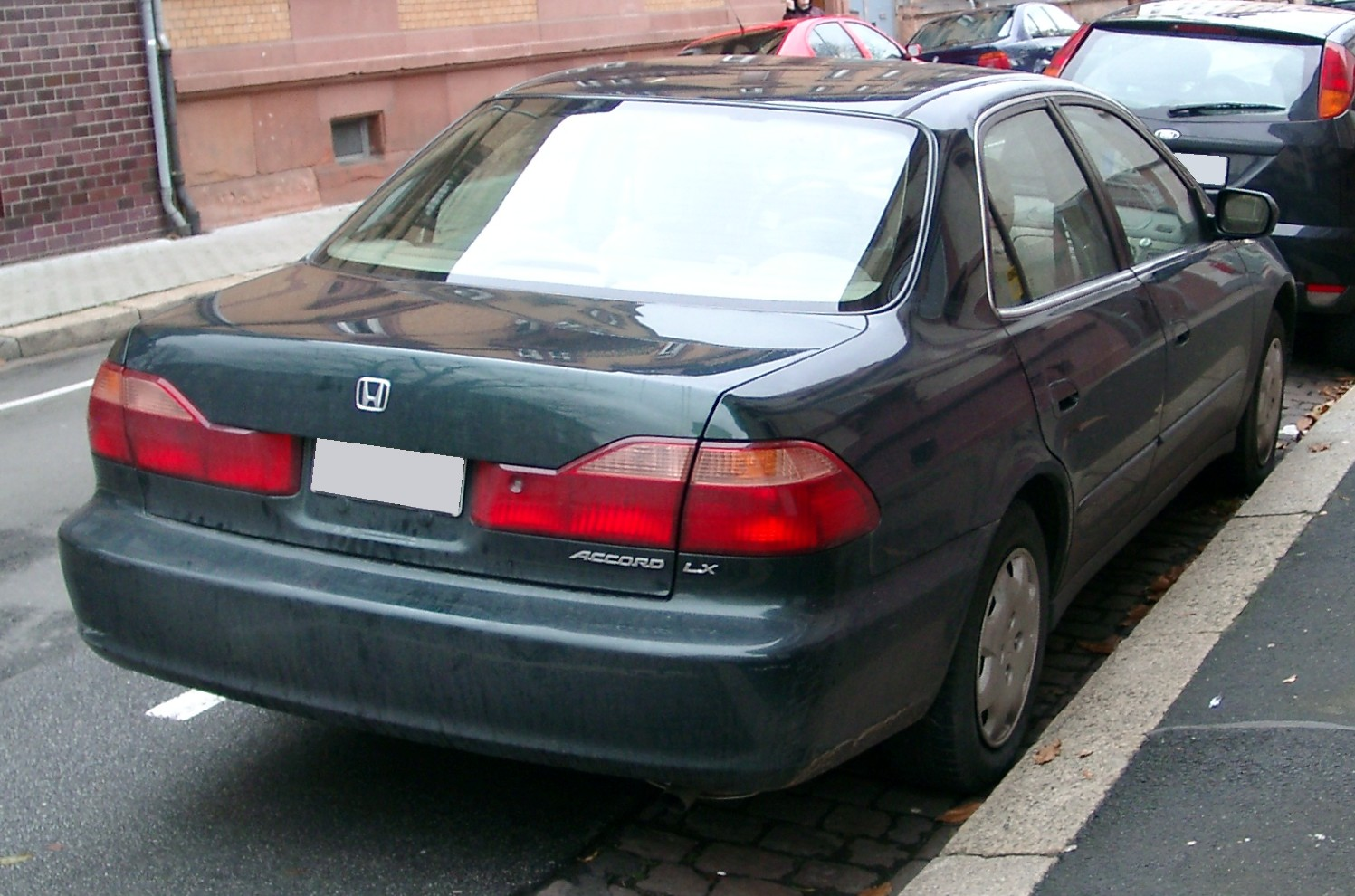
Heckansicht
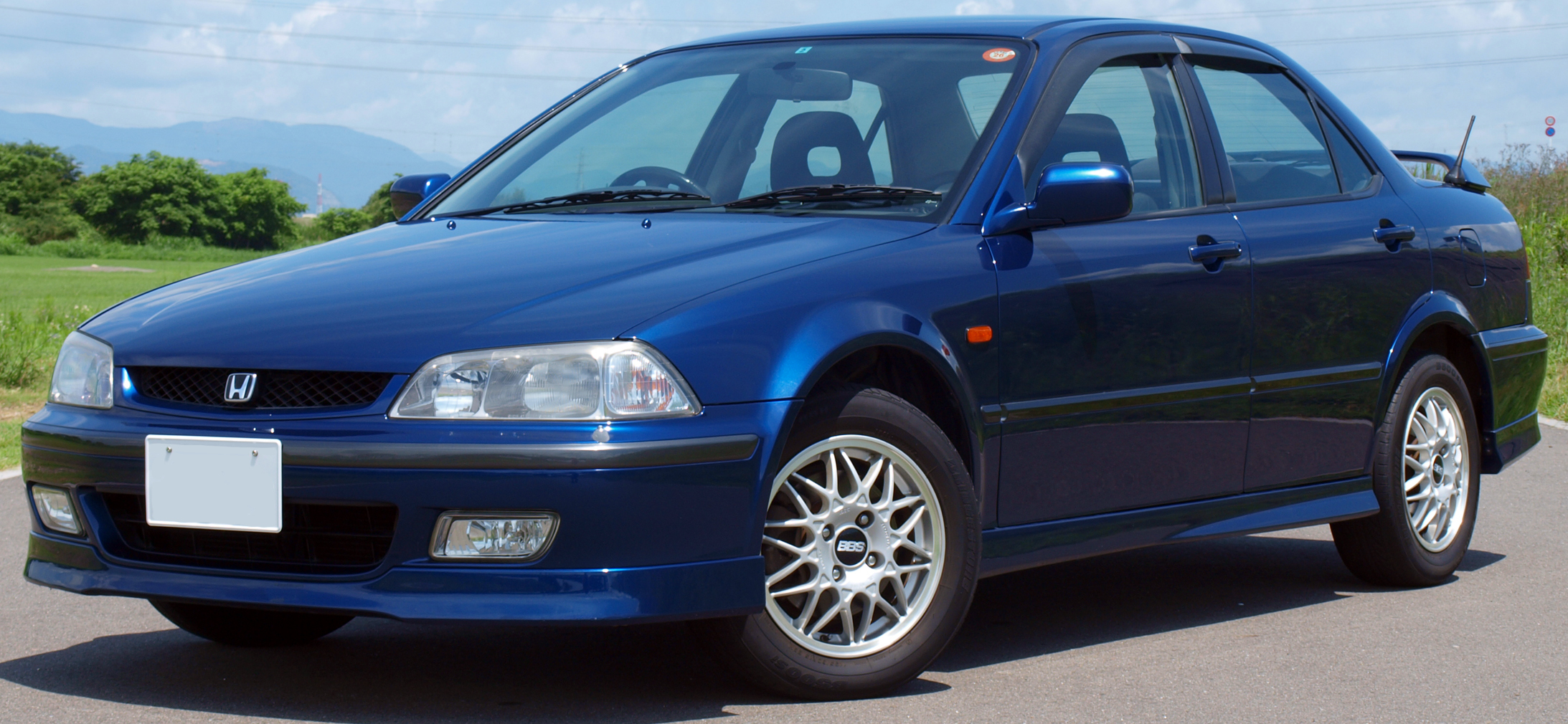
Honda Torneo (1997–2002, Vorfacelift)

## Fließheck
Auf der Basis der europäischen Accord Limousine entstand ab Herbst 1999 ein fünftüriges Fließheck-Modell, das von Honda ausschließlich nach Europa ausgeliefert wurde. Während es den Diesel-Motor ausschließlich in Kombination mit einem manuellen 5-Gang-Getriebe zu kaufen gab, konnten die anderen Motoren auch mit einer vierstufigen Automatik kombiniert werden

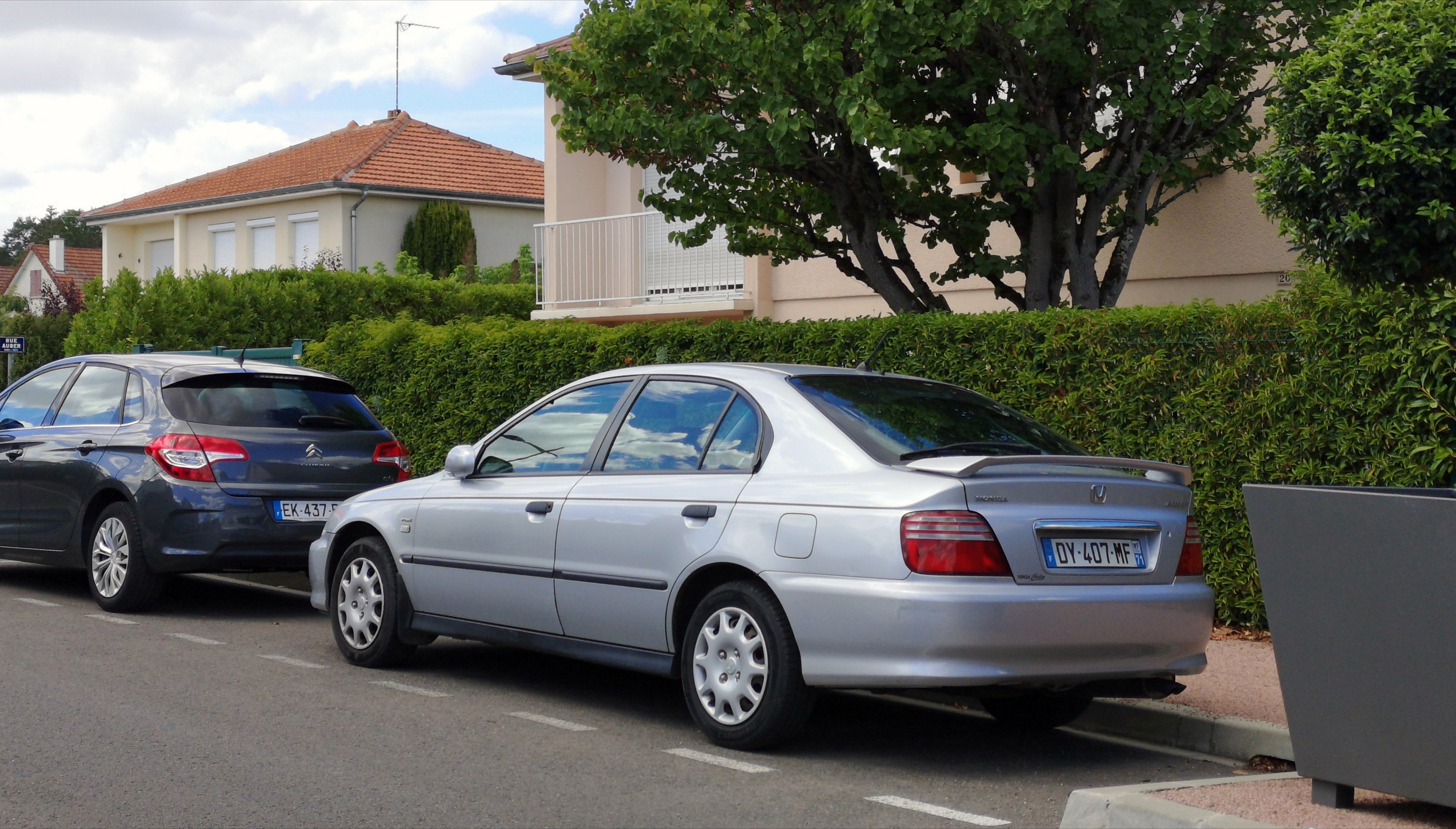
Fließheck

## Coupé
Im Frühjahr 1998 ergänzte Honda die Accord-Reihe um ein zweitüriges Coupé, das allerdings nicht überall – z. B. nicht in Japan – angeboten wurde. Das Fahrzeug wurde, wie sein Vorgänger, von der Honda of America Mfg. in Marysville (Ohio) in den USA entwickelt und auch dort exklusiv gebaut.

Als Basis des Coupés diente ein verkürztes Chassis der nordamerikanischen Limousine. Drei verschiedene Motoren wurden je nach Verkaufsgebiet eingebaut – alle mit VTEC-Technologie. Während in Nordamerika und der arabischen Welt das Grundmodell über einen 2,3-Liter-Motor verfügte, besaß die entsprechende europäische Version einen 2,0-Liter-Motor. Topmodell war weltweit das Coupé mit dem 3,0-Liter-V6-Aggregat des Acura CL. In dieser Hinsicht kann das Coupe als Nachfolger des Legend Coupé angesehen werden. Das V6-Aggregat wurde ausschließlich mit einer 4-stufigen Automatik ausgeliefert, während die übrigen Modelle auch mit einem manuellen 5-Gang-Getriebe geordert werden konnten.

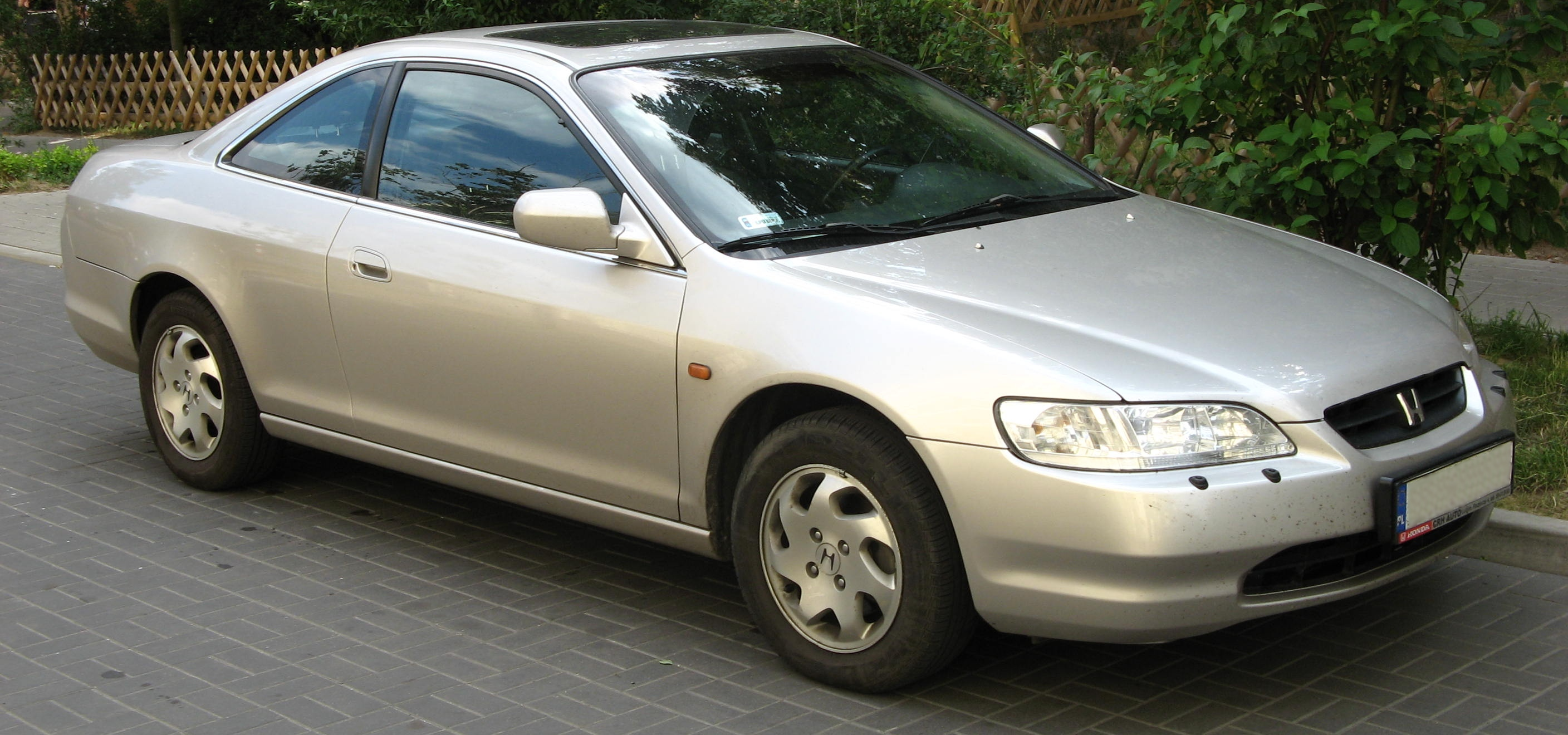
Honda Accord Coupé (1998–2002)
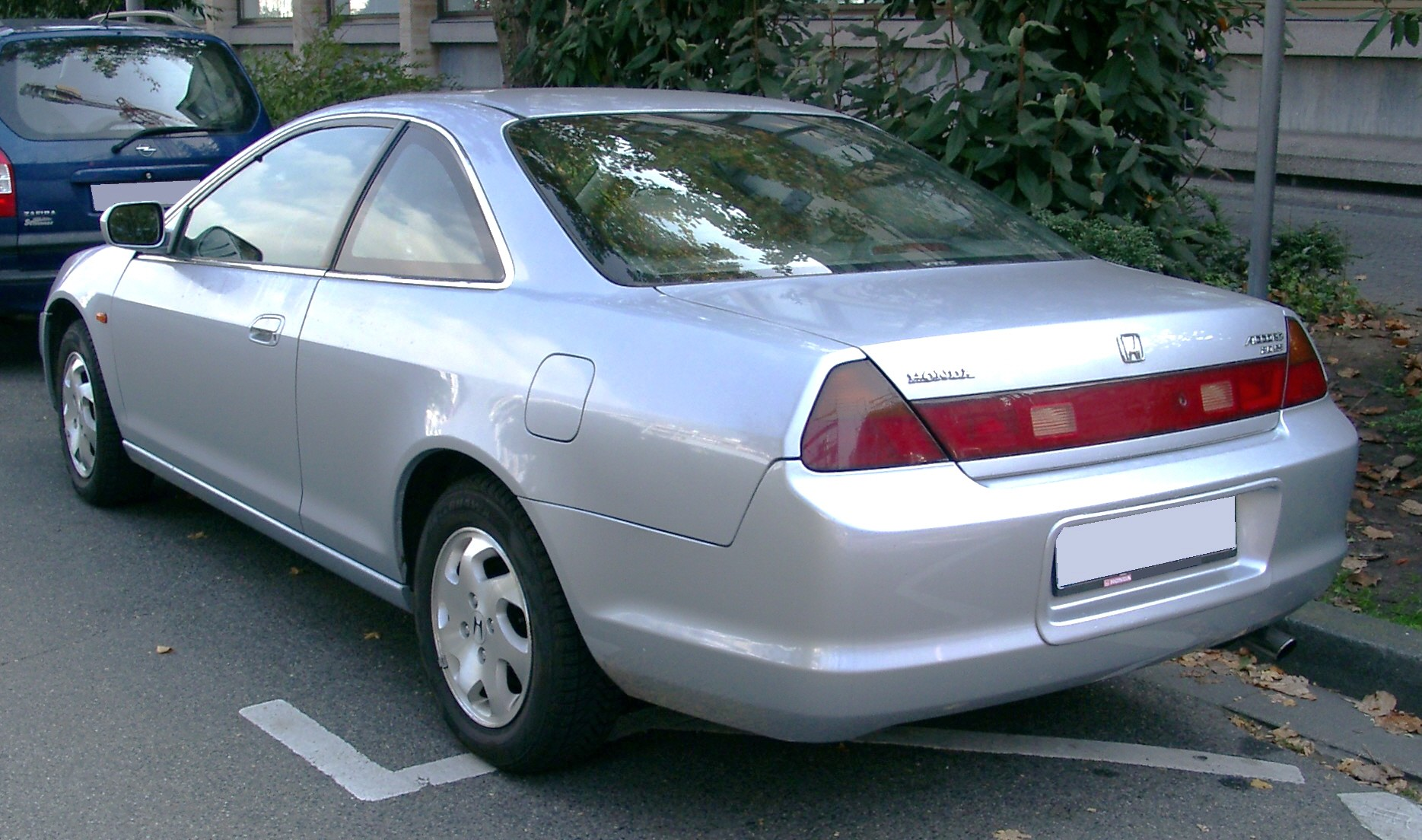
Heckansicht

## Kombi
Ein großer Kombi wurde nur in Japan auf Basis der japanischen Limousine unter dem Namen Accord Wagon angeboten. Zunächst war der Accord Wagon nur mit einem 2,3-Liter-lSOHC-Motor mit VTEC-Technologie verfügbar. Ab 1999 kam ein 2,3-Liter-DOHC-Aggregat – auch mit VTEC-Technologie – hinzu. Damit verbunden war erheblich mehr Leistung, was durch ein entsprechend sportlich erscheinendes Spoilerpaket an der Karosserie unterstrichen wurde. Jede dieser Varianten konnte auch mit Allradantrieb (RT4WD) geordert werden. Im Zuge eines Facelifts im Jahre 2000 erhielt das Top-Modell „SiR“ eine noch sportlichere Ausstattung und eine umfangreichere Verspoilerung, nun mit der Zusatzbezeichnung Sportier. Der Accord Wagon wurde ausschließlich mit einer Viergang-Automatik ausgeliefert.

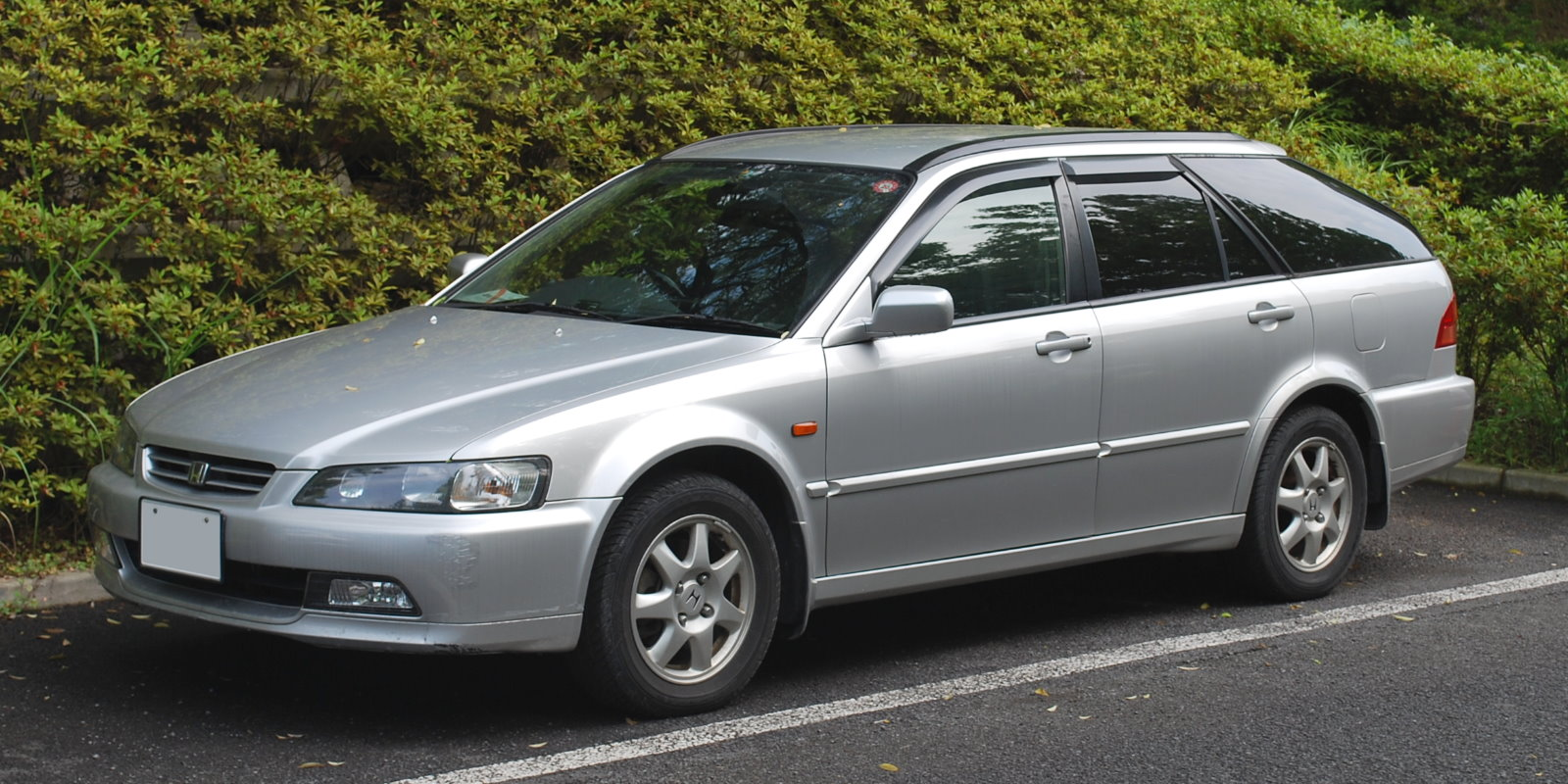
Honda Accord Wagon (Japan, 1998–2002, Vorfacelift)
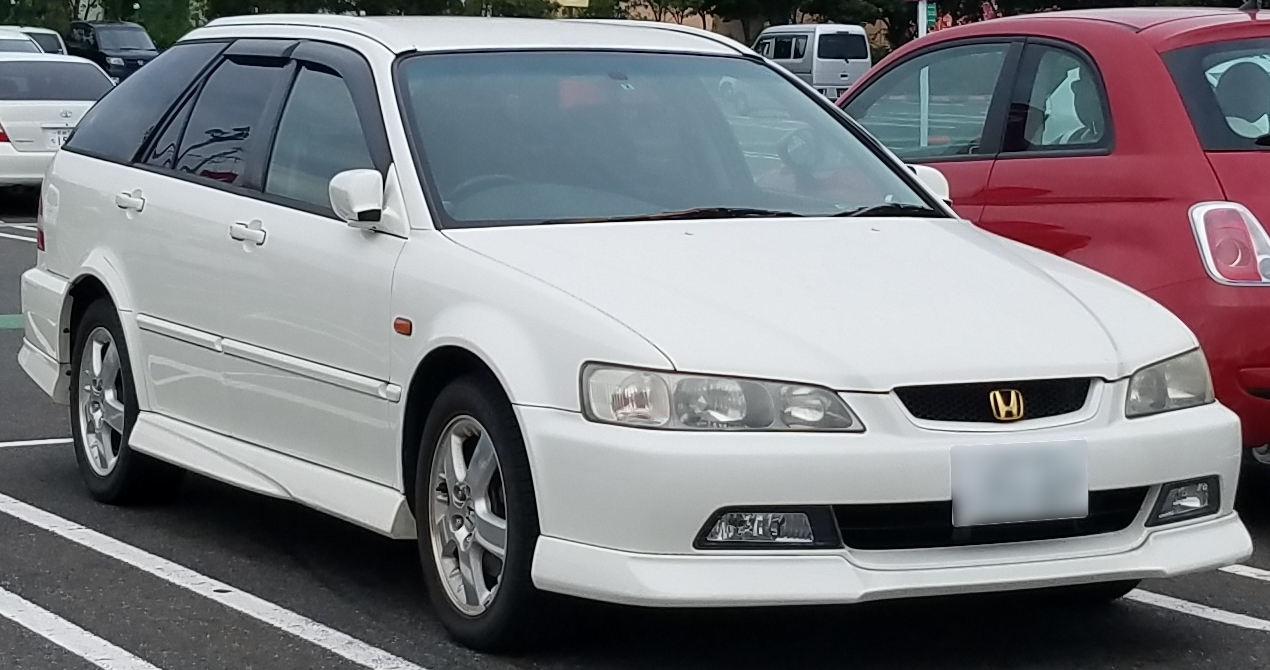
Accord Wagon SiR Sportier (Japan, 1998–2002, Facelift)
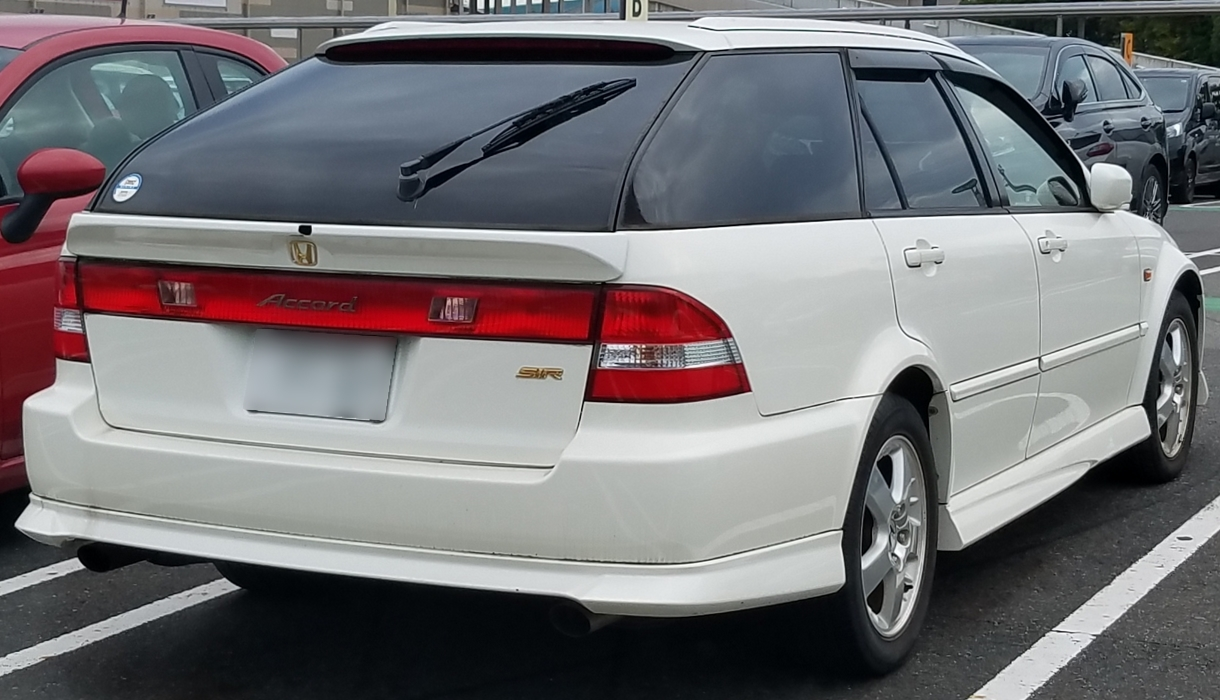
Heckansicht

## Modelle
| Modell      | Baujahr   | Modellcode | Variante           | Hubraum  | Zylinder | Leistung kW (PS) | Verkaufsland                              | Anmerkung(en)   |
| Benziner    | Benziner  | Benziner   | Benziner           | Benziner | Benziner | Benziner         | Benziner                                  | Benziner        |
| ----------- | --------- | ---------- | ------------------ | -------- | -------- | ---------------- | ----------------------------------------- | --------------- |
| 2.3         | 1998–2002 | CF6        | Kombi              | 2254 cm³ | 4        | 118 (160)        | Japan                                     | F23A            |
| 2.3         | 1998–2002 | CF7        | Kombi              | 2254 cm³ | 4        | 115 (158)        | Japan                                     | F23A mit Allrad |
| 2.3         | 1998–2002 | CG3        | Coupé              | 2254 cm³ | 4        | 110 (150)        | Kanada, USA, Vereinigte Arabische Emirate | F23A            |
| 3.0 V6 24V  | 1998–2002 | CG2        | Coupé              | 2997 cm³ | 6        | 147 (200)        | Kanada, USA, Vereinigte Arabische Emirate | J30A1           |
| 3.0 V6 VTEC | 1998–2002 | CG2        | Coupé              | 2997 cm³ | 6        | 147 (200)        | Europa                                    | J30A1           |
| 1.6 i       | 1998–2002 | CG7        | Limousine          | 1590 cm³ | 4        | 85 (116)         | Europa                                    | D16B6           |
| 1.6 i       | 1998–2002 | CH5        | Fließhecklimousine | 1590 cm³ | 4        | 85 (116)         | Europa                                    | D16B6           |
| 1.8 i       | 1998–2002 | CH6        | Fließhecklimousine | 1850 cm³ | 4        | 100 (136)        | Europa                                    | F18B2           |
| 1.8 i       | 1998–2002 | CG8        | Limousine          | 1850 cm³ | 4        | 100 (136)        | Europa                                    | F18B2           |
| 2.0 i 16V   | 1998–2002 | CG4        | Coupé              | 1997 cm³ | 4        | 108 (147)        | Europa                                    | F20B5           |
| 2.0 i 16V   | 1998–2002 | CG9        | Limousine          | 1997 cm³ | 4        | 108 (147)        | Europa                                    | F20B6           |
| 2.0 i 16V   | 1999–2002 | CH7        | Fließhecklimousine | 1997 cm³ | 4        | 108 (147)        | Europa                                    | F20B6           |
| 2.2 Type-R  | 1999–2002 | CH1        | Limousine          | 2157 cm³ | 4        | 156 (212)        | Europa                                    | H22A7           |
| 2.3         | 1999–2002 | CH9        | Wagon              | 2258 cm³ | 4        | 147 (200)        | Japan                                     | H23A            |
| 2.2 Euro R  | 2000–2002 | CL1        | Limousine          | 2157 cm³ | 4        | 162 (220)        | Japan                                     | H22A            |
| 2.3         | 2000–2002 | CL2        | Kombi              | 2258 cm³ | 4        | 140 (190)        | Japan                                     | H23A mit Allrad |
| 2.3         | 2001–2002 | CL3        | Limousine          | 2254 cm³ | 4        | 113 (154)        | Europa                                    | F23Z5           |
| 2.3         | 2001–2002 | CL4        | Fließhecklimousine | 2254 cm³ | 4        | 113 (154)        | Europa                                    | F23Z5           |
| Diesel      |           |            |                    |          |          |                  |                                           |                 |
| 2.0 TDi     | 1999–2000 | CH2        | Limousine          | 1994 cm³ | 4        | 77 (105)         | Europa                                    | Rover 20T2N     |
| 2.0 TDi     | 1999–2002 | CH8        | Fließhecklimousine | 1994 cm³ | 4        | 77 (105)         | Europa                                    | Rover 20T2N     |